# Bill Haas

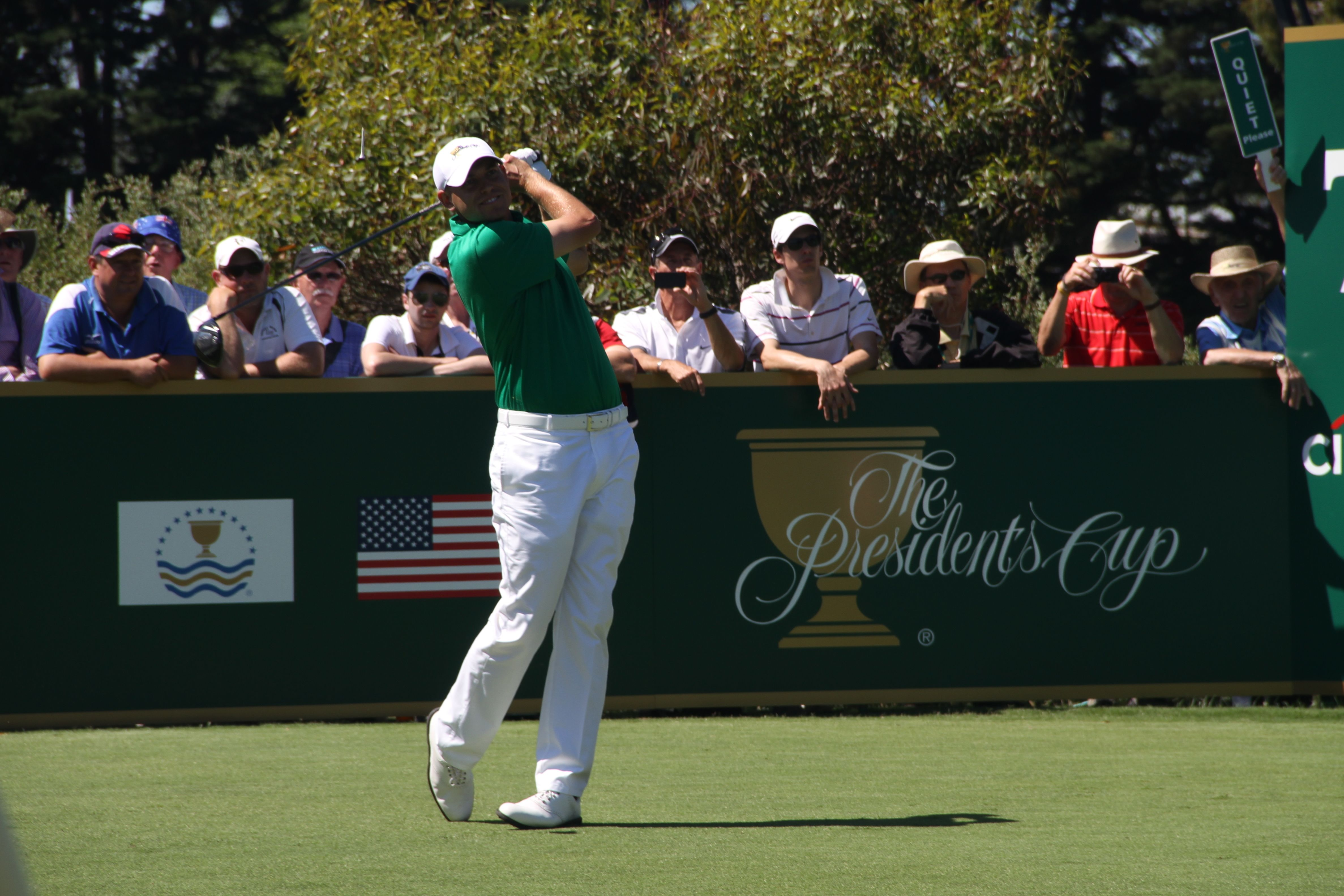
Bill Haas in 2011

William Harlan Haas (Charlotte, North Carolina, 24 mei 1982) is een professioneel golfer uit de Verenigde Staten.
Bill Haas groeide op in Greer, South Carolina, en komt uit een familie waar veel golf gespeeld wordt. Met zijn vader Jay Haas won hij de CVC Chanty Classic in 2004, zijn oom Jerry Haas speelde ook op de Tour, en een andere oom, Bob Coalby won in 1968 de Masters.

## Amateur
Net als Jay en Jerry Haas ging hij naar de Wake Forrest Universiteit en speelde in het universiteitsteam, en was Rookie of the Year in 2001.

### Gewonnen
- 2002: Players Amateur

### Teams
- Walker Cup: 2003
- Palmer Cup: 2003, 2004

## Professional
Haas werd in 2004 professional. In 2005 speelde hij op de Nationwide Tour, waar hij één keer op een tweede plaats eindigde, en eind 2005 haalde hij een spelerskaart voor de Amerikaanse PGA Tour.
In 2010 behaalde hij zijn eerste overwinning op de Amerikaanse Tour en won de Bob Hope Classic. Hij had één slag voorsprong op Tim Clark, Matt Kuchar en Bubba Watson.
2011 was een fantastisch jaar voor Bill Haas, in het laatste toernooi van de PGA Tour, The Tour Championship, veroverde hij zijn 3de titel op de PGA Tour. Mede dankzij deze overwinning won Bill Haas de FedEx Cup.

### Gewonnen
- 2010: Bob Hope Classic, Viking Classic
- 2011: The Tour Championship
- 2012: Northern Trust Open
- 2013: AT&T National